# Radcliffe on Trent
Radcliffe on Trent är en ort och civil parish i Storbritannien.   Den ligger i grevskapet Nottinghamshire och riksdelen England, i den sydöstra delen av landet, 170 km norr om huvudstaden London. Radcliffe on Trent ligger 30 meter över havet och antalet invånare är 7 349.
Terrängen runt Radcliffe on Trent är platt. Runt Radcliffe on Trent är det ganska tätbefolkat, med 155 invånare per kvadratkilometer. Närmaste större samhälle är Nottingham, 7,5 km väster om Radcliffe on Trent. Trakten runt Radcliffe on Trent består till största delen av jordbruksmark.